# Il Pireo
Il Pireo (in greco Πειραιάς?, Pireás; in greco antico: Πειραιεύς?, Peiraiéus) è un comune greco dell'Attica situato a poco più di 8 km a sud-ovest del centro di Atene, con la quale è unito senza soluzione di continuità tramite una serie di sobborghi. Porto naturale con diverse insenature e porticcioli secondari, la sua importanza nell'economia dell'Attica e della Grecia si può rintracciare fin dall'antica Grecia. In particolare dal V secolo a.C., quando divenne il porto dell'Atene classica, contribuendo così alla sua crescita economica e militare.
Si tratta del comune più popoloso dell'Attica dopo Atene, con una popolazione di 163 688 abitanti su 10,9 km², mentre la sua prefettura ha 466 065 abitanti su un totale di 50 km². Insieme ad Atene e ai sobborghi attici fa parte dell'hinterland ateniese, che conta 4 013 368 abitanti. È il più grande porto della Grecia e il maggiore d'Europa per numero di passeggeri, nonché il terzo del mondo, con un traffico di oltre 20 milioni di passeggeri l'anno. Con un traffico di 4,91 milioni di TEU è inoltre il secondo porto dell'intero Mediterraneo per traffico di container.

## Storia
Il Pireo divenne il porto principale di Atene nel V secolo a.C., quando Temistocle lo fortificò. La storia del porto è strettamente legata con quella dell'omonimo demo: in età ellenistica una guarnigione era di stanza sulla collina Munichia, che dominava il porto, data l'importanza della posizione: questa venne più volte cacciata e richiamata sul luogo, fino ad andarsene definitivamente alla fine del IV secolo a.C.
Il Pireo fu quasi completamente distrutto da Silla e, da quel momento, incominciò per il demo un periodo di degrado che lo portò a essere, nel I secolo d.C., semplicemente "un piccolo villaggio, situato intorno al porto e al tempio di Zeus Soter (Zεὺς Σωτέρ), uno dei templi presenti nella zona”.

## Geografia fisica
Conurbato nell'area metropolitana di Atene, è situato a sud-ovest della capitale ellenica. Il Pireo aveva tre porti: quello più grande, Cantaro, era finalizzato al commercio, mentre gli altri due, Munichia e Zea, erano militari.

## Cultura
Citato nella Repubblica di Platone: il dialogo ha inizio infatti con la voce di Socrate, il quale afferma di essere sceso al Pireo il giorno precedente.
Qui ha sede l'Università del Pireo.

## Economia

### Turismo
- Museo archeologico del Pireo;
- Pinacoteca comunale;

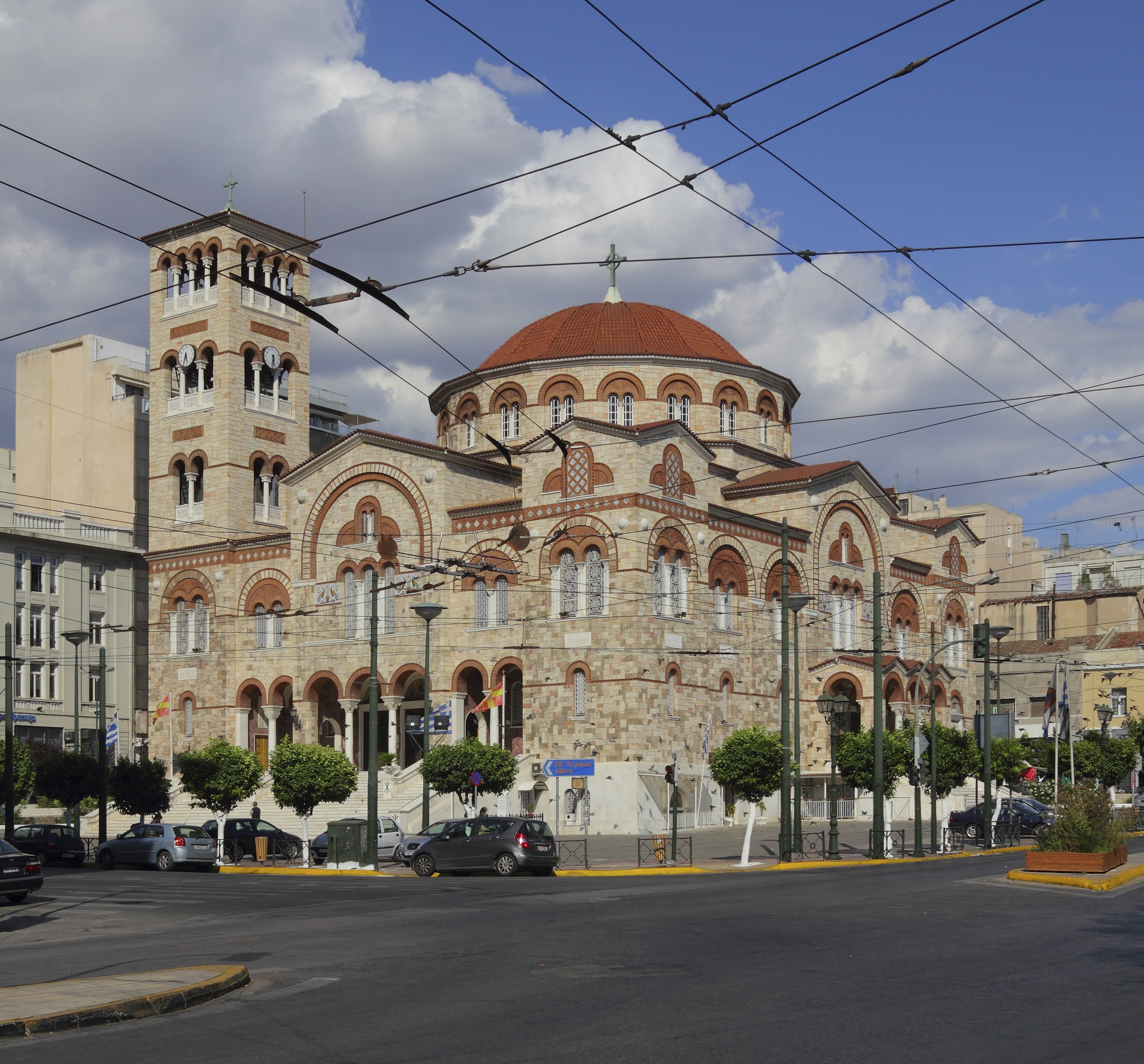
La Cattedrale della Santissima Trinità

- Cattedrale della Santissima Trinità;
- Grotte di Aretusa;
- Museo navale greco.

## Infrastrutture e trasporti

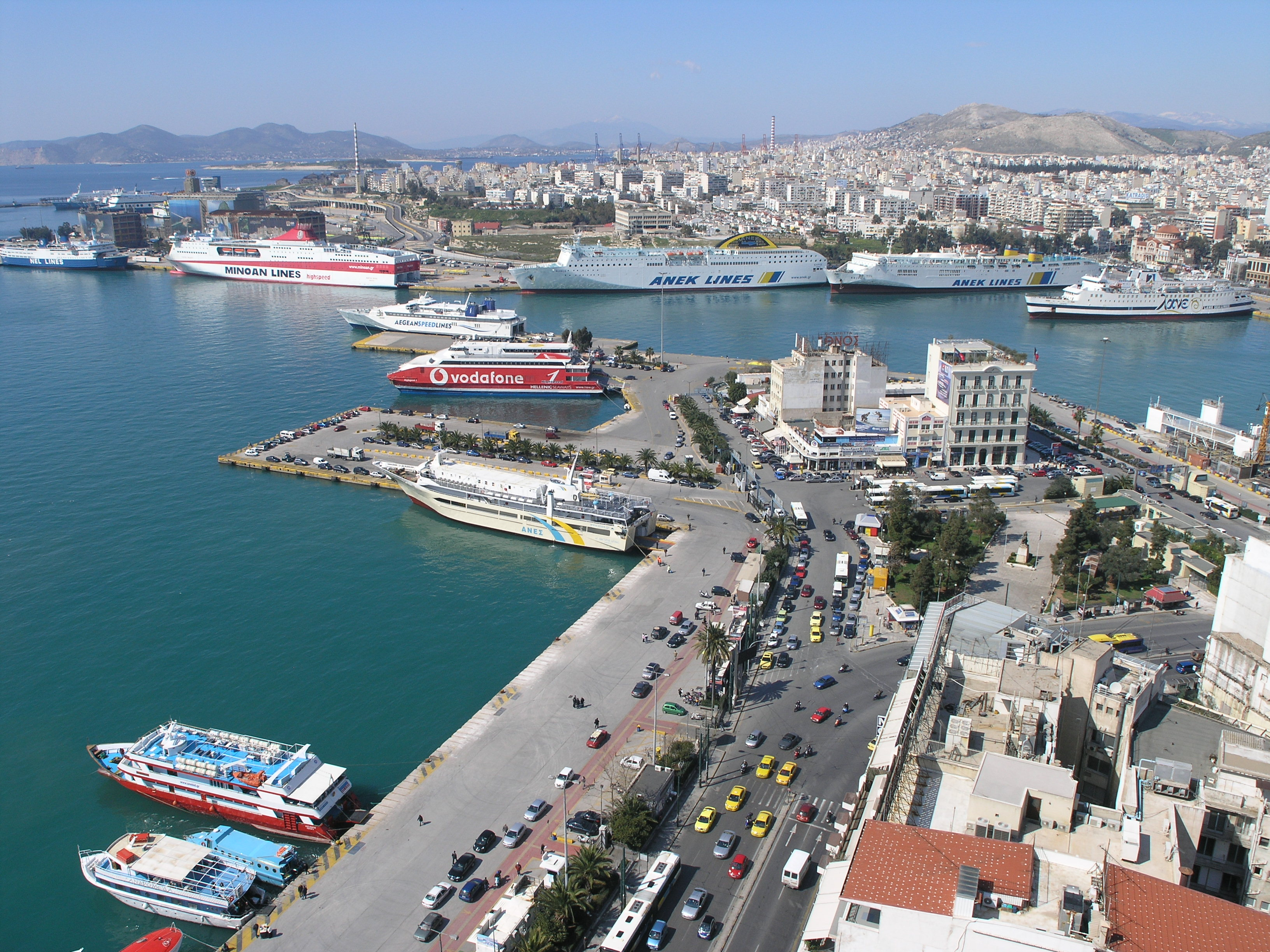
Il porto centrale del Pireo

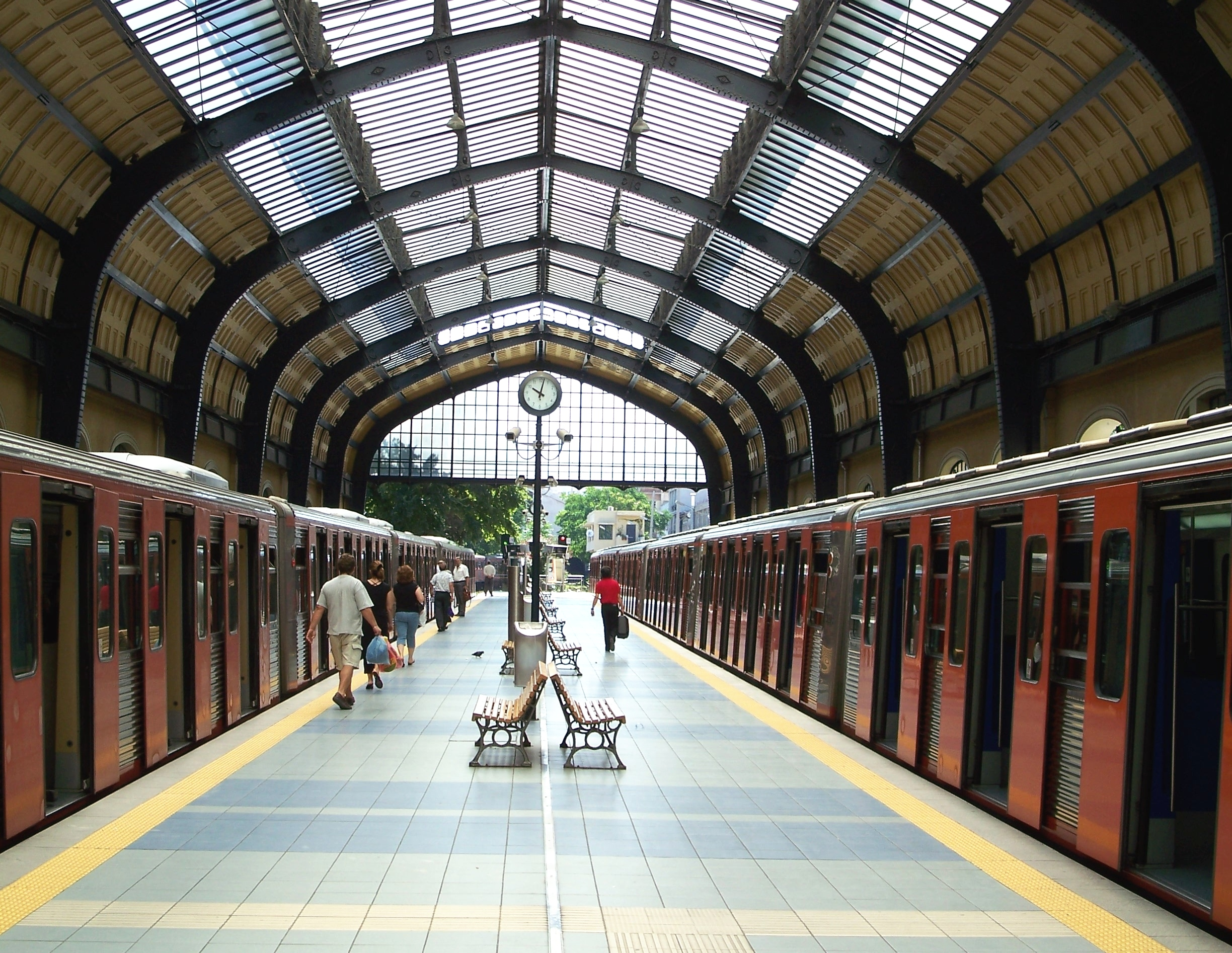
Stazione del Pireo: metropolitana per Atene

### Porto
Il porto del Pireo è il principale porto della Grecia e uno dei maggiori porti cargo e passeggeri del Mediterraneo, a cui fanno capo sia traghetti di collegamento internazionali sia i traghetti diretti alle numerose isole dell'Egeo; dal luglio 2010 uno dei moli del porto commerciale (a pochi chilometri di distanza dal porto passeggeri) è stato preso in gestione per la durata di 35 anni dalla compagnia cinese COSCO, che già da anni era attiva in Grecia. Il porto del Pireo fa parte della nuova Via della Seta (Belt and Road Initiative) che congiunge la Cina all'Europa.

### Trasporti urbani
Il Pireo è ormai parte della periferia ateniese ed è raggiungibile dalla capitale tramite due delle tre linee della metropolitana. I collegamenti urbani filoviari sono gestiti dall'azienda di trasporto OSY, che comprende i trasporti su gomma della capitale ateniese.

## Amministrazione
Dal punto di vista amministrativo il Pireo costituisce un comune. È anche sede di una prefettura autonoma dalla città di Atene che ricomprende, oltre a comuni dell'area metropolitana della capitale greca anche porzioni litoranee dell'Argolide, tutte le isole del golfo argosaronico e altre più distanti, poste tra il Peloponneso e Creta.

### Gemellaggi
- Baltimora
- Marsiglia, dal 1984
- Shanghai, dal 1985[15]
- Galați, dal 1985[16]
- Varna

## Sport

### Calcio
- Atromitos Pireo - fondata nel 1926
- Ethnikos Pireo - fondata nel 1923
- Ionikos - fondata nel 1925
- Olympiakos Pireo - fondata nel 1925 è la squadra greca con più titoli nella storia del campionato nazionale.

### Basket
- Olympiakos Pireo, vincitrice di tre Euroleague.